# Berhane Asfaw
Berhane Asfaw, né à Gondar en 1954, en Éthiopie, est un paléoanthropologue éthiopien qui dirige le Service de Recherche de la Vallée du Rift.

## Biographie
Berhane Asfaw est diplômé de l’université d'Addis Abeba en 1980 en géologie, puis obtient un doctorat de l’Université de Berkeley en Californie en anthropologie. 
Le Dr. Asfaw a mené un travail de recherche intensive sur les rives est et ouest de la rivière Awash en Éthiopie. Il a contribué aux recherches qui ont mené à la découverte de fossiles considérés comme l’un des plus anciens hominidés découverts à ce jour (Ardipithecus ramidus) et âgé d’environ 4 millions d’années. Ces recherches ont également menées à la découverte d’Australopithecus garhi, un hominidé âgé de 2.5 millions d’années découvert accompagné d’os taillés. Berhane Asfaw a occupé des postes officiels au sein du gouvernement éthiopien, dont celui de directeur des musées nationaux et collaborateur du laboratoire de paléoanthropologie du Musée National d’Éthiopie jusqu’en 1992.

## Citation
« La biologie ne peut être, dépourvue de sa perspective d’évolution, que dirigée vers une impasse. Nos cours de science doivent être dirigée vers l’évolution… (…) et la science de l’éducation séparée de la religion ».

### Vidéographie
- (en) Les Hominidés et leurs environnements : Histoire et Interaction - Early Pliocene Hominids from the Middle Awash (Ethiopia), Intervention de Berhane Asfaw à l’Université de Poitiers, 18 septembre 2000 [lire en ligne]

### Liste des publications
- (en) Publications de Berhane Asfaw